# Commanderie de Gap-Francès
La commanderie de Gap-Francès en Gévaudan était une commanderie appartenant à l’ordre de Saint-Jean de Jérusalem, situé au lieu-dit de l’Hospital, aujourd’hui sur la commune du Pont-de-Montvert dans le département français de la Lozère. Il ne reste plus rien de cette commanderie, même si les terres appartenant jadis à la commanderie, sur le mont Lozère, sont encore jalonnées de croix de Malte.

## Histoire
Le 15 août 1166, le baron du Tournel, Odilon Guérin I, est au Puy, et donne aux Hospitaliers de l'ordre de Saint-Jean de Jérusalem, en présence de son supérieur Gilbert d'Aissailly et sans l’avoir prévu, une grande partie de ses terres situées sur le mont Lozère. Il rend également hommage au grand prieur de Saint-Gilles pour ses châteaux de Montialoux, Rocheblave et sa terre de Lanuéjols. L’acte est rédigé par le chancelier du comte de Toulouse et authentifié par le sceau de Raymond de Toulouse. Une dizaine d’années plus tard, le fils d’Odilon Guérin, Aldebert III du Tournel, évêque de Mende, fait également des donations à l’Ordre.
Les Hospitaliers installent alors leur commanderie au lieu-dit du Gap-Francès. Au XVe siècle, le commandeur a droit d’entrée aux États particuliers du Gévaudan, où il apparaît sous le nom de monsieur de Saint-Jean. La commanderie est sous la dépendance, comme 54 autres commanderies, du prieuré de Saint-Gilles, l’un des grands prieurés de la langue de Provence avec celui de Toulouse. La langue de Provence étant l’une des divisions administratives de l’Ordre.

## Emplacement
La commanderie était située sur le mont Lozère, au bord du Tarn. Les possessions s’étendaient sur une grande partie de la montagne, terre d’estive pour les troupeaux du Languedoc. Tous les 25 ans un bornage était fait des terres des Hospitaliers, en les délimitant par des croix de Malte. Toujours visibles, on en dénombre encore 146.
La commanderie se trouvait non loin de la voie Regordane, antique chemin qui se rendait jusqu’au port de Saint-Gilles, et donc au prieuré dont dépendait Gap-Francès. La Regordane était très empruntée par les pèlerins se rendant à l’abbaye de Saint-Gilles puis en Terre sainte.

## Description
Ce « château » avait une superficie de 1 500 m2 environ.

## Étymologie
Le terme Gap vient certainement de « gas », qui dérive de l’occitan gasa, autrement dit « le gué ». Il s’agit en effet d’un gué permettant de franchir le Tarn naissant. Ce « Gué franc » était à une époque la dernière possession franque avant le royaume burgonde ou bien le royaume wisigoth, c’est pourquoi il aurait pris le nom de Francès, pour « chemin vers le royaume de France »[réf. souhaitée].

## Liste des commandeurs
Liste partielle des commandeurs de Gap-Francès :
- ? - ? : Jean de Chalane
- ? - ? : ? Pallet
- ? - ? : ? Bénédit
- ? - ? : Aldebert ?
- ? - ? : Raimond de Cervieres
- ? - ? : Guillaume de la Garde
- ? - ? : Bertrand Perrier
- ? - ? : Bertrand de Montegut
- ? - ? : Foulque du Tournel
- ? - ? : Raimonot du Luc
- ? - ? : Pons Raimond
- ? - ? : Jordan de Chaudairac
- ? - ? : Pierre de Chaudairac
- ? - ? : Urbain d’Ozerie
- ? - ? : Guillaume de Borrenc
- ? - ? : Amalvin de la Tour
- ? - ? : Foulque du Tournel
- ? - ? : Guillaume Fabri
- ? - ? : Aldebert de la Romeguiere
- ? - ? : Raimond de Lescure
- ? - ? : Almaric de Sanhac
- ? - ? : Bertrand d’Arpajon Également prieur de Saint-Gilles
- ? - ? : Raimond Ricard Également prieur de Saint-Gilles
- ? - ? : Collon de Mandolx
- ? - ? : Charles Alamand Également prieur de Saint-Gilles
- ? - ? : Jean de Bidoux
- ? - ? : Antoine de Barras
- ? - ? : Jacques de Manas
- ? - ? : Philippe de Vento
- ? - ? : Barthélémy Bermond, dit de Rosset
- ? - ? : Jean de Barras
- ? - ? : Bertrand de Varadier Saint-Andéol
- ? - ? : Georges de Berton, dit de Crilhon
- ? - ? : Charles de Panisse
- ? - ? : François de la Cropte de la Ménardie
- ? - ? : Gaspard de Villeneuve-Châteauneuf
- ? - ? : Antoine de Puget-Saint-Marc
- ? - ? : Jean de Villeneuve-Châteauneuf
- ? - 1651 : Jean-Gabriel de Raspaud (A vérifier  incertitude sur le titre de commandeur)
- ? - ? : Gaspard de Castellane
- ? - ? : François de Ratte Gambons
- ? - ? : Jean-Jérôme de Gallian-Châteauneuf
- ? - ? : Pierre de Raphélis d’Agoult-Rognes
- 1707 - 1716 : Félix de Grimaldi Également prieur de Saint-Gilles
- 1729 - 1731 : Secret des Alris de Rousset
- 1742 - 1746 : Philippe de Pagesse d’Assas
- 1753 - 1767 : Joseph d’Olivary
- 1769 - ? : Pierre-Antoine de Raymondis d'Éoux
- 1779 - 1787 : Louis de Moreton de Chabrillan
- 1787 - ? : Bruno Marie de Foresta

### Sources
- Félix Buffière, Ce tant rude Gévaudan, t. 1, Mende, Société des Lettres, Sciences et Arts de la Lozère, 1985, 955 p.
- Jacques Baudoin, Croix du Gévaudan (lire en ligne)
- Maurice André, Notice historique sur la commanderie de Gap-Francès et chronologie de ses commandeurs, t. XV, Bulletin de la Société d’agriculture, industrie, sciences et arts du département de la Lozère